# Amphipoea erythrostigma
Amphipoea erythrostigma là một loài bướm đêm trong họ Noctuidae.